# Golden Horses Health Sanctuary Malaysian Open 2010
Il Golden Horses Health Sanctuary Malaysian Open 2010 è stato un torneo femminile di tennis giocato sul cemento all'aperto.
È stata l'edizione inaugurale del Malaysian Open, che fa parte della categoria International nell'ambito del WTA Tour 2010. Si è giocato al Bukit Kiara Equestrian and Country Resort di Kuala Lumpur in Malaysia dal 22 al 28 febbraio 2010.

## Partecipanti

### Teste di serie
| Giocatrice  | Nazionalità          | Ranking* | Testa di serie |
| ----------- | -------------------- | -------- | -------------- |
| Russia      | Elena Dement'eva     | 7        | 1              |
| Cina        | Li Na                | 10       | 2              |
| Cina        | Zheng Jie            | 20       | 3              |
| Russia      | Alisa Klejbanova     | 31       | 4              |
| Ungheria    | Melinda Czink        | 44       | 5              |
| Austria     | Sybille Bammer       | 50       | 6              |
| Slovacchia  | Magdaléna Rybáriková | 53       | 7              |
| Bielorussia | Ol'ga Govorcova      | 56       | 8              |

- 1 * Ranking al 15 febbraio 2010.

### Altre partecipanti
Giocatrici che hanno ricevuto una Wild card:
- Noppawan Lertcheewakarn
- Alicia Molik
- Yan Zi

Giocatrici passate dalle qualificazioni:
- Elena Bovina
- Anna Gerasimou
- Ksenija Pervak
- Yurika Sema

## Campionesse

### Singolare
Alisa Klejbanova ha battuto in finale  Elena Dement'eva con il punteggio di 6–3, 6–2

### Doppio
Chan Yung-jan /  Zheng Jie hanno battuto in finale  Anastasija Rodionova /  Arina Rodionova con il punteggio di 6(4)–7, 6–2, [10–7]